# Богю, Георге
Гео́рге Богю́ (рум. Gheorghe Boghiu; род. 26 октября 1981, Кишинёв, Молдавская ССР, СССР) — молдавский футболист, бывший нападающий клуба «Заря» из Бельцов и сборной Молдовы. С 2017 года помощник главного тренера футбольного клуба «Заря».
Известен в России за счёт выступлений за клубы «Салют» из Белгорода, курский «Авангард» и «Читу».

## Карьера

### Клубная
Георге Богю начал свою профессиональную карьеру в клубе «Олимпия» из города Бельцы, выступающем в национальном дивизионе Молдавии, в 1998 году. В 2005 году нападающий, на правах аренды, перебрался в другой молдавский клуб, им стал «Дачия» из города Кишинёв.
В 2006 году Богю впервые оказался в России, перейдя в клуб «Салют» из города Белгород. За «Салют» Георге отыграл 18 матчей, не забив в них ни одного гола. В этом же году, нападающий перебрался в другой российский клуб, им стал «Авангард» из города Курск. За этот клуб Богю провёл 7 матчей, в которых вновь не забил ни одного мяча.
В начале января 2007 года, Георге переехал в другой иностранный чемпионат, подписав контракт с румынским клубом «Оцелул» из города Галац. В Лиге I Румынии в 2007 году Богю сыграл за «Оцелул» в 13 матчах, в которых забил 1 гол. В 2008 году нападающий перешёл в чемпионат Казахстана, и весь год отыграл в клубе «Есиль-Богатырь».
В 2009 году Богю вновь вернулся в Россию, подписав контракт с клубом «Чита» из одноимённого города. На тот момент клуб выступал в первом дивизионе России, выиграв в предыдущем году розыгрыш второго дивизиона России 2008 в зоне «Восток». Георге Богю провёл в «Чите» довольно удачный для себя сезон, сыграв в 34 матчах, в которых забил 5 голов, но команде это не помогло и по результатам соревнований «Чита» вновь вылетела во второй дивизион. Так как регламент второго дивизиона России не предусматривает наличия легионеров в футбольных клубах, Георге пришлось покинуть «Читу».
С 19 февраля 2010 года до начала сезона 2010/11 в европейских чемпионатах Богю выступал в Высшей лиге Узбекистана, подписав контракт с клубом «Насаф» из города Карши.
С начала сезона 2010/11 Богю вернулся на родину, подписав контракт с клубом «Милсами». За первый сезон в этом клубе, Георге принял участие в 31 матче клуба, в которых забил 26 голов, в результате став лучшим бомбардиром Чемпионата Молдавии сезона 2010/2011.
Летом 2011 года Георге Богю подписал контракт с азербайджанским клубом «АЗАЛ» и выступал за «лётчиков» в течение всего сезона 2011/12, сыграв в 27 матчах и забив 5 голов. В начале сезона 2012/13 нападающий вновь вернулся в «Милсами» и с 16 мячами вновь стал лучшим бомбардиром чемпионата Молдавии.
Отыграв в «Милсами» 2 сезона и забив за клуб в общей сложности 29 мячей, в июне 2014 года Богю подписал однолетний контракт с футбольным клубом «Тирасполь».
С 2015 по сентябрь 2017 года играл в футбольном клубе «Заря».

### В сборной
Георге Богю дебютировал в сборной Молдовы 24 мая 2005 года в товарищеском матче против сборной Румынии (0:2). 3 июня 2011 года, после шестилетнего перерыва, принял участие в матче отборочного турнира к Евро-2012 против сборной Швеции, заменив на 63-й минуте Анатолия Дороша. Матч закончился со счётом 1:4, а Богю в матче почти и не коснулся мяча.

### Тренерская
С 2017 года помощник главного тренера футбольного клуба «Заря».